# Антоніо Корацці
Антоніо Корацці (італ. Antonio Corazzi; 1792—1877) — італійський архітектор, що працював у Польщі, представник класицизму.
Автор проєкту будівлі Великого театру й інших монументальних громадських будівель, що багато в чому визначили обличчя центру Варшави. 1824 року за його проєктом добудований клацистичний портик з колонами до Архікатедрального собору в Любліні.

## Галерея

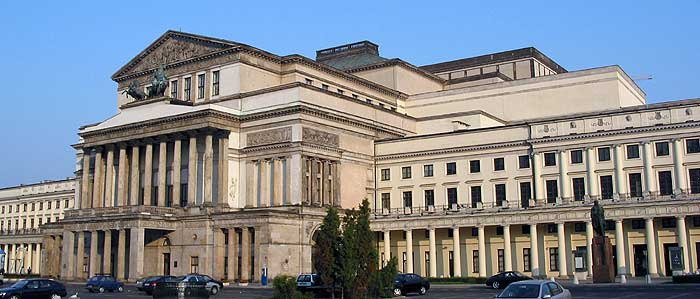
Великий театр у Варшаві
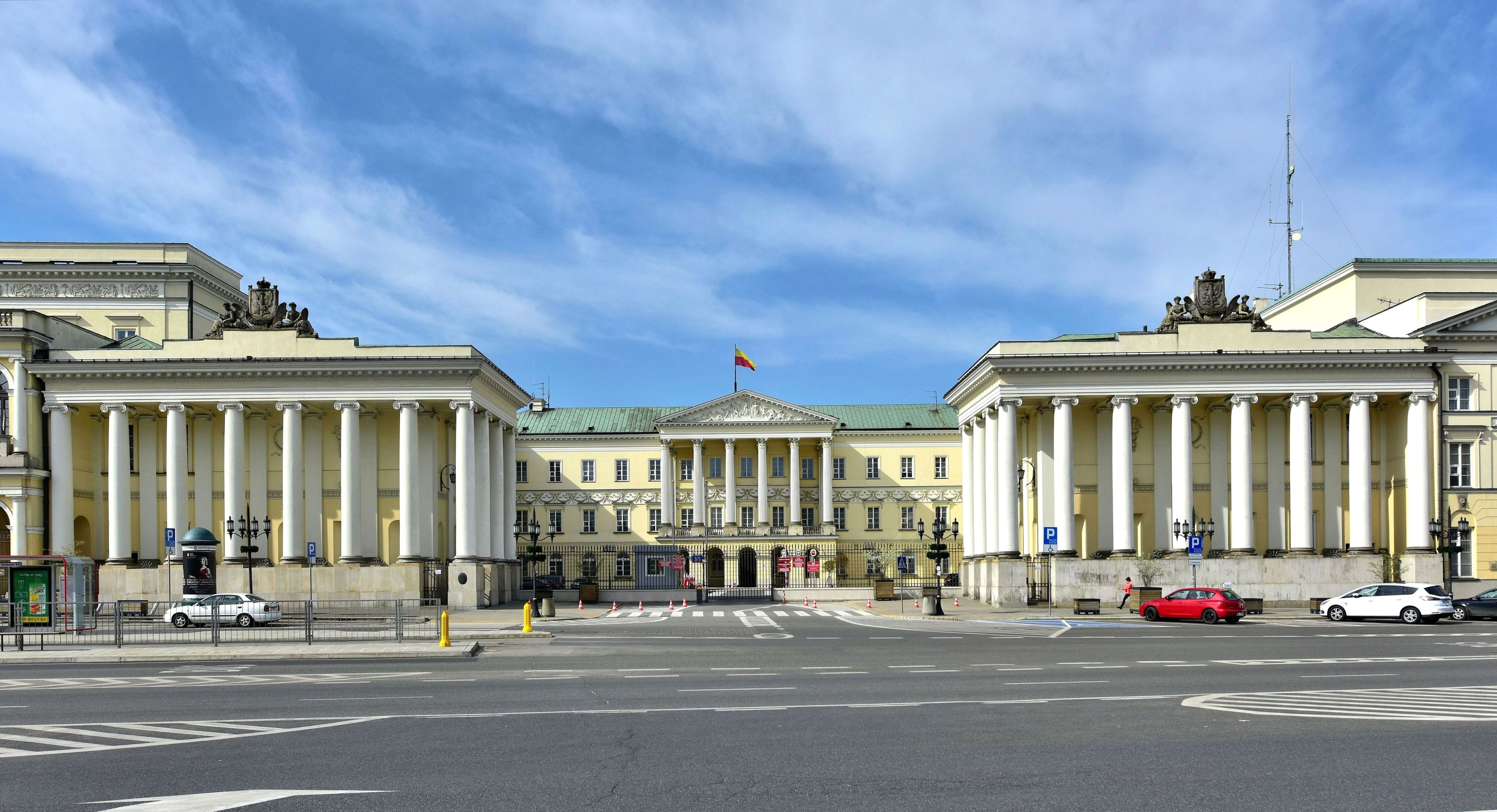
Палац Урядової комісії з доходів і скарбниці

## Вшанування
На честь Антонія Корацці названа площа в Радомі.